# Believe Me, Xantippe
Believe Me, Xantippe è un film muto del 1918 diretto da Donald Crisp. La sceneggiatura si basa sul lavoro teatrale di Frederick Ballard, presentato in prima a Broadway al 39th Street Theatre nell'ottobre 1913 e interpretato, nel ruolo di George MacFarland, da John Barrymore.

## Produzione
Il film fu prodotto dalla Jesse L. Lasky Feature Play Company.

## Distribuzione
Distribuito dalla Famous Players-Lasky Corporation e dalla Paramount Pictures, il film uscì nelle sale cinematografiche USA il 2 giugno 1918.